# Bromskirchen

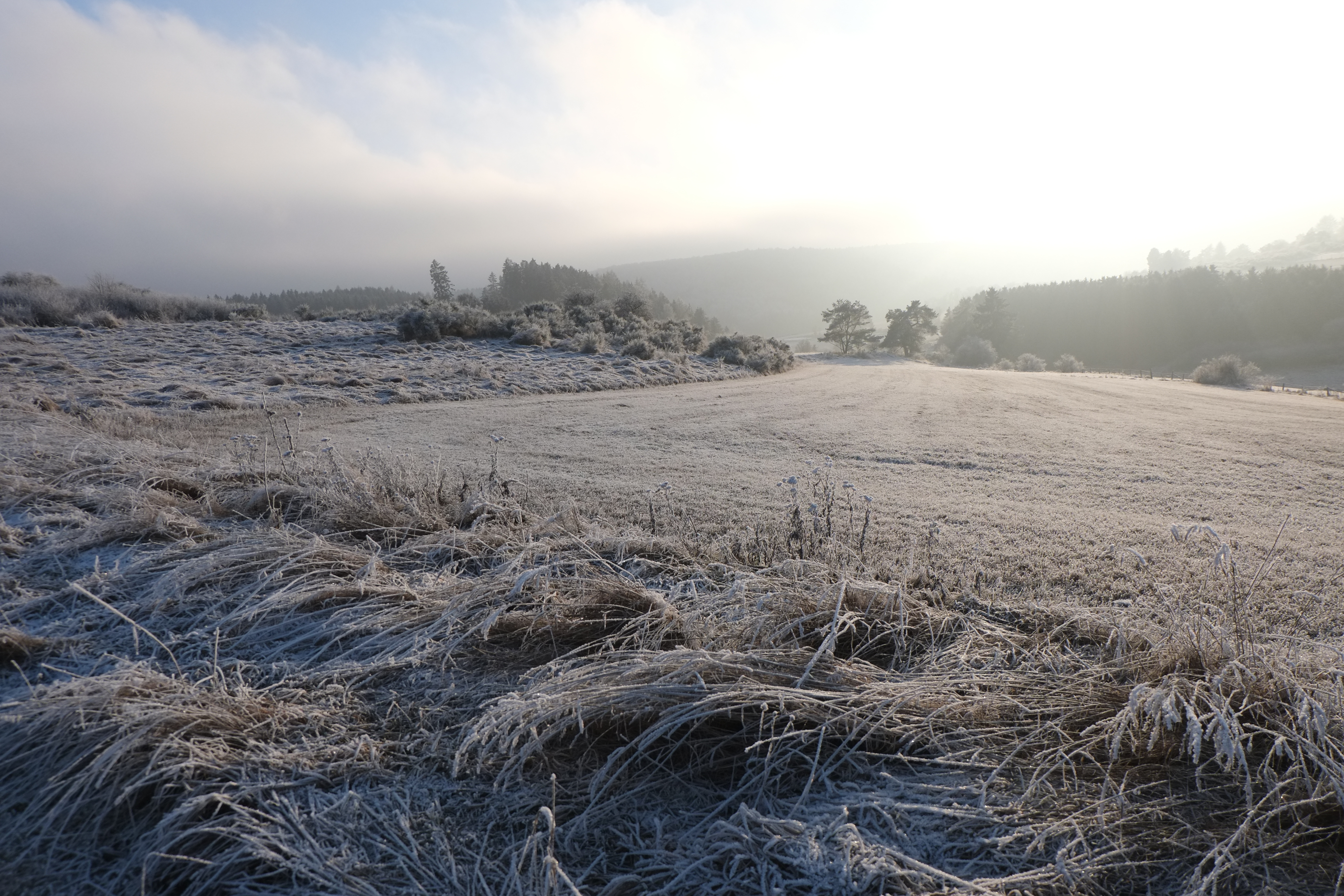
Blick vom winterlichen Lichtenberg

Bromskirchen ist ein Ortsteil der Gemeinde Allendorf (Eder) im nordhessischen Landkreis Waldeck-Frankenberg.

## Geographie

### Geographische Lage
Der Ort liegt am Rand des Rothaargebirges im Südwesten des Landkreises, dicht an der Grenze zum nordrhein-westfälischen Hochsauerlandkreis. Mehr als 70 % der Gemarkungsfläche besteht aus Wald.

## Geschichte

### Ortsgeschichte
Der Flecken Fromoldeskirchen mit verstümmelter Martins-Basilika, 1238 Vorort einer Battenberger Kleinzent, war ursprünglich wohl eine karolingische Höhenwegs-Siedlung von Königsleuten. Im Jahre 1238 wurde die Gemeinde erstmals in einer Note des Erzbistums Mainz urkundlich erwähnt. Historisch dokumentierte Namensformen des Ortes waren: Fromolskirke (1238), Fromoldeskirchen (1291), Frumboldeskirchen (1359), Fromißkirchen (1394) und Brommelskirchen (1473). Über Jahrhunderte war der Ort von der Landwirtschaft auf kargen Böden und der Nutzung des Walds geprägt.
Im Laufe des Mittelalters erlebten Dorf und Gericht Bromskirchen zahlreiche Besitzerwechsel: Von den Herren von Itter wurde es zunächst an die Herren von Beltershausen verlehnt, die es 1329 an die Herren von Diedenshausen veräußerten. 1394/95 erwarben es die Herren von Viermünden, die es im Jahr 1539 an die Landgrafen von Hessen verkauften. Nach dem Dreißigjährigen Krieg kam das Dorf von Hessen-Kassel zu Hessen-Darmstadt und 1866 zu Preußen.
Die Kirchenhoheit stand den mit den Herren von Itter verschwägerten Grafen von Waldeck zu, die 1332 die Herren von Girkhausen und 1473 schließlich die Adeligen (von) Winter damit belehnten. Bei diesen blieb es bis zu deren Aussterben um 1785.

Die Statistisch-topographisch-historische Beschreibung des Großherzogthums Hessen berichtet 1830 über Bromskirchen:

„Bromskirchen (L. Bez. Battenberg) evangel. Pfarrdorf; liegt an der Preussischen Grenze, 2 1⁄2 St. von Battenberg auf einer Anhöhe. Der Ort hat 154 Häuser mit 943 Einw., unter welchen 3 Kath., 4 Mennoniten und 25 Juden sich befinden. Bromskirchen, welches in einer sehr rauhen Gegend liegt, hat eine sehr große Gemarkung; jährlich werden 3 Viehmärkte gehalten. – Das Dorf kam wahrscheinlich von den Herrn von Battenberg an das Mainzer Erzstift, das ihn 1464 mit andern Orten dem Landgrafen Heinrich III. verpfändete. Zum Kirchengebiete von Bromskirchen das Fromelskirch oder Fromeldis-Kirchen hieß, gehörten nach einem Verzeichniß aus dem 15. Jahrhundert die Orte Ewerthusen, Ruperthusen, Eymannshusen, Lymphe, Belchershusen, die aber alle nicht mehr existiren.“

Bei zwei Großbränden in den Jahren 1843 und 1850 werden weite Teile des Ortes eingeäschert. Bei dem Brand im Juli 1843, der vormittags in einer Rotgerberei am südwestlichen Ortsrand ausbricht, werden 63 Häuser auf der westlichen und nördlichen Ortsseite ein Raub der Flammen (gut 40 % der damaligen Wohnbebauung). Die Leute im Ort helfen sich in der Folge gegenseitig, sowohl bei der Bereitstellung von Wohnraum als auch bei der Verbürgung für Schulden beim Wiederaufbau. Dem Brand im März 1850, der in einer Schreinerei am Böhl ausbricht, fallen 23 Häuser am östlichen Ortsrand zum Opfer. Bei beiden Bränden sind glücklicherweise keine Menschenleben zu beklagen.
Hessische Gebietsreform
Im Zuge der Gebietsreform in Hessen wurde Somplar Zum 1. Februar 1971 auf freiwilliger Basis nach Bromskirchen eingemeindet. Für den Ortsteil Somplar wurde ein Ortsbezirk mit Ortsbeirat und Ortsvorsteher nach der Hessischen Gemeindeordnung eingerichtet.
Bei einer Bürgerbefragung am 14. März 2021 entschieden sich die Bromskirchener mit großer Mehrheit (73 %) für die Eingemeindung nach Allendorf (Eder) (in Allendorf stimmten 72 % für den Zusammenschluss). Damit wurden zum 1. Januar 2023 alle Ortsteile der Gemeinde Bromskirchen zu Ortsteilen der Gemeinde Allendorf (Eder). Bromskirchen konnte aufgrund seiner geringen Größe seit Jahren keinen ausgeglichenen Haushalt mehr aufstellen und war die einzige Gemeinde Hessens, die von der Möglichkeit Gebrauch machen musste, den Bürgermeister lediglich ehrenamtlich zu ernennen.
Vor der Eingemeindung bestand die Gemeinde Bromskirchen aus den Ortsteilen Bromskirchen (Kernort), Dachsloch, Neuludwigsdorf, Seibelsbach und Somplar. Auf 35,22 km² lebten 1917 Einwohner (Stand: 31. Dezember 2021).

### Kloster Bromskirchen
Seit längerer Zeit diskutiert wird die Theorie, dass die Martins-Basilika Mittelpunkt eines Nonnenklosters vom Orden der Benediktiner gewesen sein soll. Hinweise darauf finden sich aber lediglich in einer Chronik des Nachbarortes Hallenberg sowie in einer Beschreibung des Amtes Battenberg um 1750. Nach der Chronik soll das Kloster um 1518 zerstört worden sein.

### Militärzug mit 10 V2-Raketen in Bromskirchen
Im Jahr 1945 wurde Bromskirchen kurzfristig weltweit bekannt, als ein kompletter Militärzug mit V2-Raketen des  Heeres-Artillerieregimentes, (Heeres Art.Abt.(mot)705, 10.Batterie, der Gruppe Süd-Art.Rgt.(mot.)z.V.901 Abt.Ia) von Truppen einer Vorhut der 3. US-Panzerdivision der 1. US-Armee unter Generalmajor Maurice Rose erbeutet wurde.

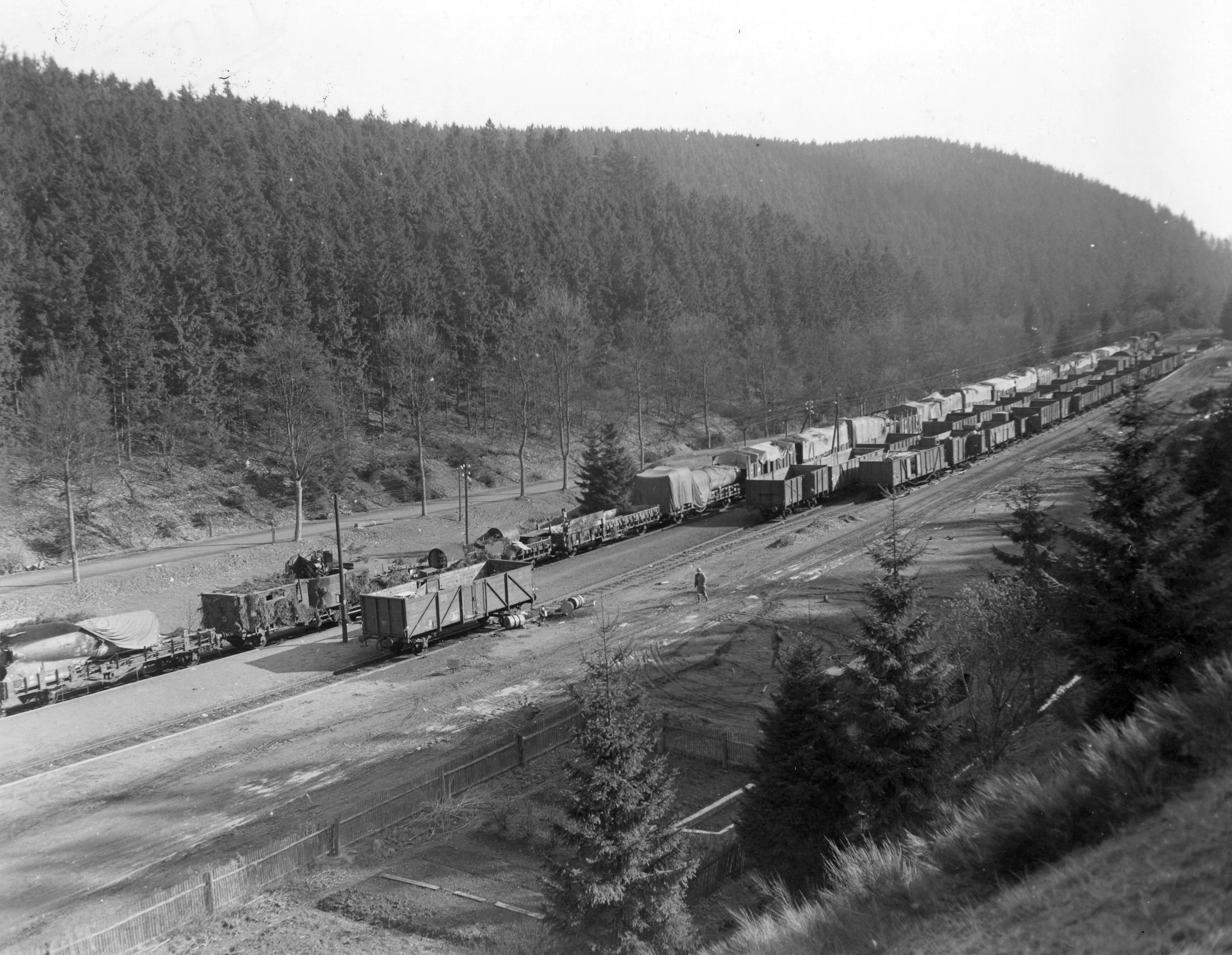
Der V-2-Zug in Bromskirchen.

Dieser Zug wurde am 22. März 1945 von Driedorf (Westerwald) kommend als überlanger Militärzug über Herborn auf die Aar-Salzböde-Bahn geleitet. Die V2-Raketen sollten in eine neue nordöstliche Abschussstellung gebracht werden. Der Zug war etwa 1,5 Kilometer lang und wurde von zwei Lokomotiven (Typ G 8) gezogen, eine weitere befand sich in der Mitte, eine vierte schob von hinten. Bei Bicken wurde er gegen acht Uhr und später bei Bischoffen von amerikanischen Jagdbombern angegriffen; eine Lok wurde beschädigt (Kesseldurchschuss), bei heftiger Gegenwehr durch die mitgeführten Vierlingsflaks. Der Zug wurde danach in Bischoffen geteilt und erreichte gegen Abend den 700 m langen Tunnel bei Hartenrod, wo er jedoch hinten und vorne herausragte, allerdings geschützt durch tiefe Böschungseinschnitte. Die Bevölkerung musste auf dem Anstieg zum Tunnel, um ein Durchdrehen der Antriebsräder der Loks zu verhindern, Sand auf die Schienen streuen und Buchenscheite für die Feuerung der Loks herbeischaffen; Kohle gab es nicht mehr.
Nach zwei Tagen wurde der nun wieder komplette Zug in Richtung Marburg abgefahren. Nach einer Irrfahrt über Marburg, Wetter (Hessen), Frankenberg und Allendorf (Eder) erreichte der Raketenzug auf dem Weg nach Winterberg am 29. März 1945 den Bahnhof Bromskirchen. Dort stoppten ihn gegen neun Uhr amerikanische Panzer, (eine Vorhut der 3. US-Panzerdivision der 1. US Armee) als die Loks Wasser tanken wollten. Den Amerikanern fielen mit diesem V2-Eisenbahnbatteriezug unter Planen getarnt, zehn komplette V2-Raketen einschließlich Treibstoff, Eisenbahnabschussrampen, gepanzerten Mannschafts- und Flakwaggons sowie die Bedienungsanleitungen in die Hände.
Drei Tage später ließ die US-Armee den Zug mit der wertvollen Beute nach Antwerpen bringen. Von dort wurde die Ladung nach Amerika verschifft und trug damit wesentlich zum Aufbau der amerikanischen Raketentechnik bei. Bis dahin war den Amerikanern die V2 nur aus ihren Bruchstücken nach dem Einschlag bekannt. Dieser Schachzug wurde auch ausführlich in alliierten Wochenschauen thematisiert.

### Verwaltungsgeschichte im Überblick
Die folgende Liste zeigt die Staaten und Verwaltungseinheiten, denen Bromskirchen angehört(e):
- 1238: Heiliges Römisches Reich, Grafschaft Stiffe(-Battenberg), Zent Bromskirchen
- ab 1571: Heiliges Römisches Reich, Landgrafschaft Hessen-Marburg, Amt Wolkersdorf
- 1604–1648: strittig zwischen Hessen-Kassel und Hessen-Darmstadt (Hessenkrieg)
- ab 1604: Heiliges Römisches Reich, Landgrafschaft Hessen-Kassel, Amt Battenberg
- ab 1627: Heiliges Römisches Reich, Landgrafschaft Hessen-Darmstadt, Oberfürstentum Hessen, Amt Battenberg[16]
- ab 1806: Großherzogtum Hessen,[Anm. 2] Fürstentum Oberhessen, Amt Battenberg[17]
- ab 1815: Großherzogtum Hessen, Provinz Oberhessen, Amt Battenberg
- ab 1821: Großherzogtum Hessen, Provinz Oberhessen, Landratsbezirk Battenberg[Anm. 3]
- ab 1832: Großherzogtum Hessen, Provinz Oberhessen, Kreis Biedenkopf
- ab 1848: Großherzogtum Hessen, Regierungsbezirk Biedenkopf
- ab 1852: Großherzogtum Hessen, Provinz Oberhessen, Kreis Biedenkopf
- ab 1867: Norddeutscher Bund, Königreich Preußen,[Anm. 4] Provinz Hessen-Nassau, Regierungsbezirk Wiesbaden, Kreis Biedenkopf (übergangsweise Hinterlandkreis)[16]
- ab 1871: Deutsches Reich, Königreich Preußen, Provinz Hessen-Nassau, Regierungsbezirk Wiesbaden, Kreis Biedenkopf
- ab 1918: Deutsches Reich, Freistaat Preußen, Provinz Hessen-Nassau, Regierungsbezirk Wiesbaden, Kreis Biedenkopf
- ab 1932: Deutsches Reich, Freistaat Preußen, Provinz Hessen-Nassau, Regierungsbezirk Kassel, Landkreis Frankenberg
- ab 1944: Deutsches Reich, Freistaat Preußen, Provinz Kurhessen, Landkreis Frankenberg
- ab 1945: Deutsches Reich, Amerikanische Besatzungszone,[Anm. 5] Groß-Hessen, Regierungsbezirk Kassel, Landkreis Frankenberg
- ab 1946: Deutsches Reich, Amerikanische Besatzungszone, Hessen, Regierungsbezirk Kassel, Landkreis Frankenberg
- ab 1949: Bundesrepublik Deutschland, Hessen, Regierungsbezirk Kassel, Landkreis Frankenberg
- ab 1974: Bundesrepublik Deutschland, Hessen, Regierungsbezirk Kassel, Landkreis Waldeck-Frankenberg
- ab 2023: Bundesrepublik Deutschland, Hessen, Regierungsbezirk Kassel, Landkreis Waldeck-Frankenberg, Gemeinde Allendorf (Eder)

## Bevölkerung

### Einwohnerstruktur 2011
Nach den Erhebungen des Zensus 2011 lebten am Stichtag, dem 9. Mai 2011, in Bromskirchen 1867 Einwohner. Darunter waren 61 (3,3 %) Ausländer, von denen 21 aus dem EU-Ausland, 37 aus anderen europäischen Ländern und 3 aus anderen Staaten kamen. (Bis zum Jahr 2020 erhöhte sich die Ausländerquote auf 9,3 %.) Nach dem Lebensalter waren 255 Einwohner unter 18 Jahren, 443 zwischen 18 und 49, 282 zwischen 50 und 64 und 285 Einwohner waren älter. Die Einwohner lebten in 779 Haushalten. Davon waren 211 Singlehaushalte, 236 Paare ohne Kinder und 278 Paare mit Kindern, sowie 42 Alleinerziehende und 12 Wohngemeinschaften. In 168 Haushalten lebten ausschließlich Senioren und in 495 Haushaltungen leben keine Senioren.

### Einwohnerentwicklung
| • 1577: | 62 Hausgesesse            |
| • 1712: | 89 Haushaltungen          |
| • 1806: | 861 Einwohner, 140 Häuser |
| • 1829: | 943 Einwohner, 154 Häuser |

| Bromskirchen: Einwohnerzahlen von 1791 bis 2020 | Bromskirchen: Einwohnerzahlen von 1791 bis 2020 | Bromskirchen: Einwohnerzahlen von 1791 bis 2020 | Bromskirchen: Einwohnerzahlen von 1791 bis 2020 | Bromskirchen: Einwohnerzahlen von 1791 bis 2020 |
| --- | ----------------------------------------------- | ----------------------------------------------- | ----------------------------------------------- | ----------------------------------------------- |
| Jahr |                                                 |                                                 |                                                 | Einwohner                                       |
| 1791 | 1791                                            |                                                 | 787                                             | 787                                             |
| 1800 | 1800                                            |                                                 | 787                                             | 787                                             |
| 1806 | 1806                                            |                                                 | 861                                             | 861                                             |
| 1829 | 1829                                            |                                                 | 943                                             | 943                                             |
| 1834 | 1834                                            |                                                 | 914                                             | 914                                             |
| 1840 | 1840                                            |                                                 | 1.095                                           | 1.095                                           |
| 1846 | 1846                                            |                                                 | 1.082                                           | 1.082                                           |
| 1852 | 1852                                            |                                                 | 1.168                                           | 1.168                                           |
| 1858 | 1858                                            |                                                 | 1.152                                           | 1.152                                           |
| 1864 | 1864                                            |                                                 | 1.076                                           | 1.076                                           |
| 1871 | 1871                                            |                                                 | 936                                             | 936                                             |
| 1875 | 1875                                            |                                                 | 946                                             | 946                                             |
| 1885 | 1885                                            |                                                 | 866                                             | 866                                             |
| 1895 | 1895                                            |                                                 | 763                                             | 763                                             |
| 1905 | 1905                                            |                                                 | 774                                             | 774                                             |
| 1910 | 1910                                            |                                                 | 776                                             | 776                                             |
| 1925 | 1925                                            |                                                 | 846                                             | 846                                             |
| 1939 | 1939                                            |                                                 | 814                                             | 814                                             |
| 1946 | 1946                                            |                                                 | 1.233                                           | 1.233                                           |
| 1950 | 1950                                            |                                                 | 1.184                                           | 1.184                                           |
| 1956 | 1956                                            |                                                 | 1.059                                           | 1.059                                           |
| 1961 | 1961                                            |                                                 | 1.032                                           | 1.032                                           |
| 1967 | 1967                                            |                                                 | 1.115                                           | 1.115                                           |
| 1972 | 1972                                            |                                                 | 1.489                                           | 1.489                                           |
| 1975 | 1975                                            |                                                 | 1.490                                           | 1.490                                           |
| 1980 | 1980                                            |                                                 | 1.618                                           | 1.618                                           |
| 1985 | 1985                                            |                                                 | 1.713                                           | 1.713                                           |
| 1990 | 1990                                            |                                                 | 1.852                                           | 1.852                                           |
| 1995 | 1995                                            |                                                 | 1.879                                           | 1.879                                           |
| 2000 | 2000                                            |                                                 | 1.984                                           | 1.984                                           |
| 2005 | 2005                                            |                                                 | 1.953                                           | 1.953                                           |
| 2010 | 2010                                            |                                                 | 1.909                                           | 1.909                                           |
| 2011 | 2011                                            |                                                 | 1.867                                           | 1.867                                           |
| 2015 | 2015                                            |                                                 | 1.838                                           | 1.838                                           |
| 2020 | 2020                                            |                                                 | 1.905                                           | 1.905                                           |
| Datenquelle: Historisches Gemeindeverzeichnis für Hessen: Die Bevölkerung der Gemeinden 1834 bis 1967. Wiesbaden: Hessisches Statistisches Landesamt, 1968. Weitere Quellen: ; 1972:; ab 1975:; Zensus 2011 Ab 1972 einschließlich der im Zuge der Gebietsreform in Hessen eingegliederten Orte. |                                                 |                                                 |                                                 |                                                 |

### Historische Religionszugehörigkeit
| • 1829: | 0911 evangelische, 3 mennonitische, 3 katholische, 25 jüdische Einwohner                    |
| • 1885: | 0859 evangelische, ein katholischer, 6 jüdische Einwohner                                   |
| • 1987: | 1105 evangelische (= 69,1 %), 329 katholische (= 20,6 %), 164 sonstige (= 10,3 %) Einwohner |
| • 2011: | 1083 evangelische (= 58,5 %), 375 katholische (= 19,7 %), 409 sonstige (= 21,7 %) Einwohner |

## Politik

### Gemeindevertretung

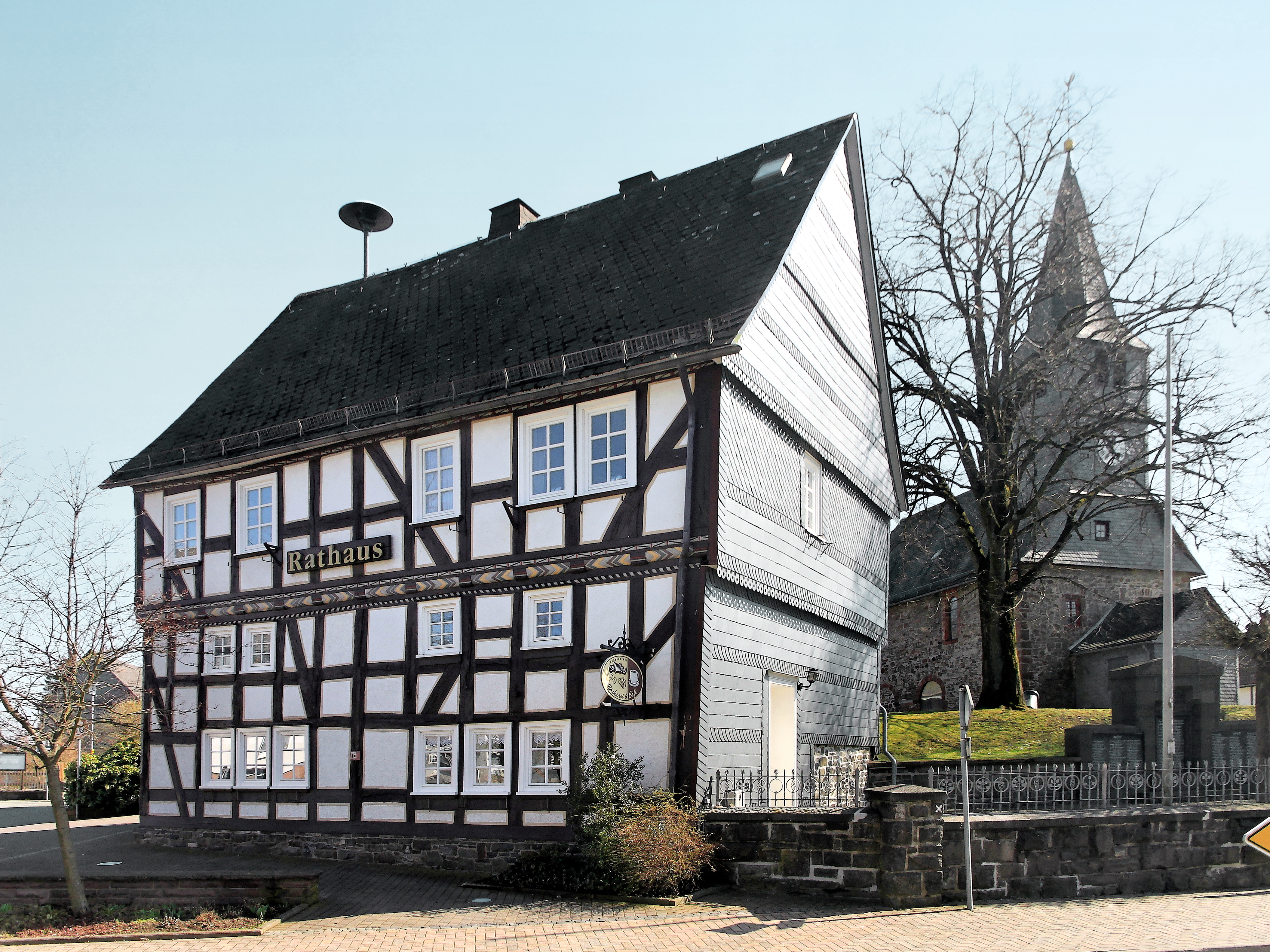
Rathaus und evangelische Kirche

Die Kommunalwahl am 14. März 2021 lieferte folgendes Ergebnis, in Vergleich gesetzt zu früheren Kommunalwahlen:
| Stadtverordnetenversammlung – Kommunalwahlen 2021 | Stadtverordnetenversammlung – Kommunalwahlen 2021   |
| --- | --------------------------------------------------- |
| Stimmenanteil in %Wahlbeteiligung 50,7 % 80706050403020100 75,5 (+13,1)24,5 (+1,4)n. k. (−14,4) BLBaBLSbUBLc20162021Anmerkungen:a Bürgerliste Bromskirchenb Bürgerliste Somplarc Unabhängige Bürgerliste | SitzverteilungInsgesamt 15 Sitze - BLB: 11 - BLS: 4 |

| Parteien und Wählergemeinschaften | Parteien und Wählergemeinschaften       | % 2021 | Sitze 2021 | % 2016 | Sitze 2016 | % 2011 | Sitze 2011 | % 2006 | Sitze 2006 | % 2001 | Sitze 2001 |
| BLB                               | Bürgerliste Bromskirchen                | 75,5   | 11         | 62,4   | 9          | 53,1   | 8          | 49,2   | 7          | —      | —          |
| BLS                               | Bürgerliste Somplar                     | 24,5   | 4          | 23,1   | 4          | 24,0   | 4          | 27,6   | 4          | 18,0   | 3          |
| UBL                               | Unabhängige Bürgerliste                 | —      | —          | 14,4   | 2          | 22,8   | 3          | 23,2   | 4          | —      | —          |
| BWG                               | Bürgerliche Wählergemeinschaft          | —      | —          | —      | —          | —      | —          | —      | —          | 43,0   | 6          |
| ABL                               | Alternative Bürgerliste                 | —      | —          | —      | —          | —      | —          | —      | —          | 23,6   | 4          |
| SPD                               | Sozialdemokratische Partei Deutschlands | —      | —          | —      | —          | —      | —          | —      | —          | 15,4   | 2          |
| Gesamt                            | Gesamt                                  | 100,0  | 15         | 100,0  | 15         | 100,0  | 15         | 100,0  | 15         | 100,0  | 15         |
| Wahlbeteiligung in %              | Wahlbeteiligung in %                    | 50,7   | 50,7       | 50,6   | 50,6       | 48,5   | 48,5       | 52,2   | 52,2       | 56,5   | 56,5       |

### Ortsbezirke
In der Gemeinde Bromskirchen bestanden zwei Ortsbezirke mit Ortsbeirat und Ortsvorsteher nach der Hessischen Gemeindeordnung. Ein Ortsbezirk umfasste das Gebiet der ehemaligen Gemeinde Somplar und der zweite Ortsbezirk mit dem Namen Neuludwigsdorf-Dachsloch-Seibelsbach bestand aus den Fluren 20 bis 26 sowie 73 und 74 der Gemarkung Bromskirchen. Die Ortsbeiräte beider Ortsbezirke bestanden aus jeweils fünf Mitgliedern.

### Bürgermeister
Nach der hessischen Kommunalverfassung war der Bürgermeister Vorsitzender des Gemeindevorstands, dem in der Gemeinde Bromskirchen neben dem Bürgermeister fünf ehrenamtliche Beigeordnete angehören. Letzter ehrenamtlicher Bürgermeister vor der Eingemeindung war Ottmar Vöpel. Er wurde bei der Wahl am 24. September 2017 mit 86,7 % der Stimmen gewählt.

### Wappen
| Wappen von Bromskirchen | Blasonierung: „Im von Schwarz und Silber gespaltenen Schild vorne ein goldenes Schwert, dessen Griff kreuzförmig gestaltet ist, hinten ein schräggestelltes, von einem goldenen Balken überdecktes schwarzes Gitter.“ |
| Wappen von Bromskirchen | Wappenbegründung: Der gespaltene Schild zeigt in dessen vorderer Hälfte ein goldenes Schwert mit kreuzförmigem Griff als Hinweis auf den Patron der Pfarrkirche St. Martin und zugleich deutet es den Bestandteil „-kirchen“ des Gemeindenamens an. Die hintere Schildhälfte ist dem Wappen der Herren von Winter entnommen, die vom 15. bis zum 18. Jahrhundert die waldeckische Vogtei über Bromskirchen innehatten. Die Grundfarben Schwarz und Weiß sind zugleich ein Hinweis auf die Zugehörigkeit der Gemeinde zur alten Grafschaft Battenberg. Das Wappen wurde von dem Bad Nauheimer Heraldiker Heinz Ritt gestaltet und am 13. Dezember 1982 durch das Hessische Ministerium des Innern genehmigt. |

### Partnerschaft
Bromskirchen unterhält seit 1978 partnerschaftliche Beziehungen zum französischen Ort Arrou.

## Kultur und Sehenswürdigkeiten

### Bauwerke
Die Gesamtanlage des historischen Ortskerns um den leicht erhöhten Kirchplatz ist denkmalgeschützt. Historische Bausubstanz ist wegen der Brände in den Jahren 1556, 1843 und 1850 kaum vorhanden. Die Evangelische Kirche Bromskirchen wurde im dritten Viertel des zwölften Jahrhunderts errichtet und von 1574 bis 1585 zur evangelischen Predigtkirche umgebaut. Das denkmalgeschützte Rathaus Bromskirchen wurde in den Jahren 1619 bis 1621 erbaut. Es ist ein Fachwerkhaus mit ornamentalen Schnitzereien. Am Linspherbach liegt die denkmalgeschützte Oberlinspher Mühle.

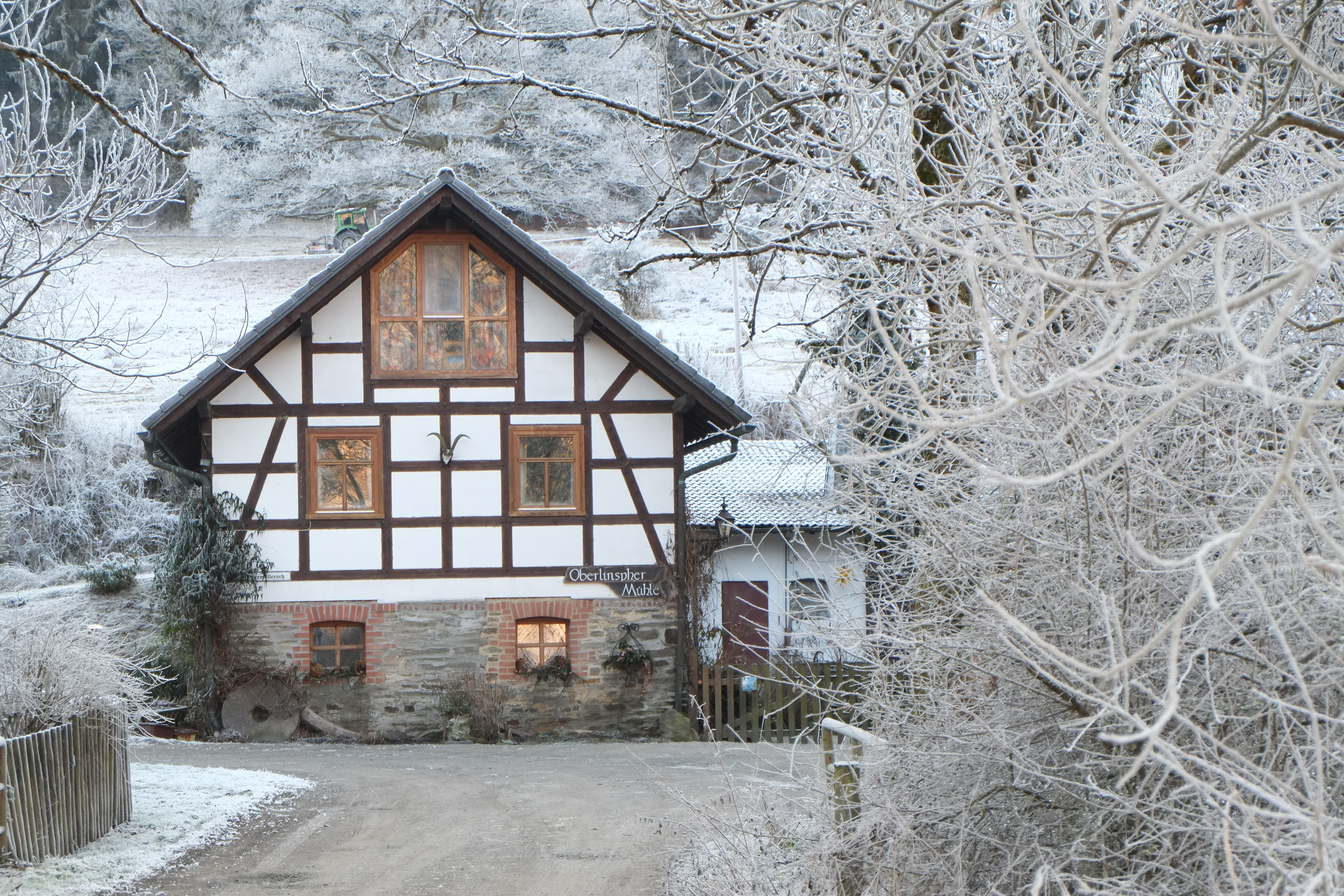
Oberlinspher Mühle
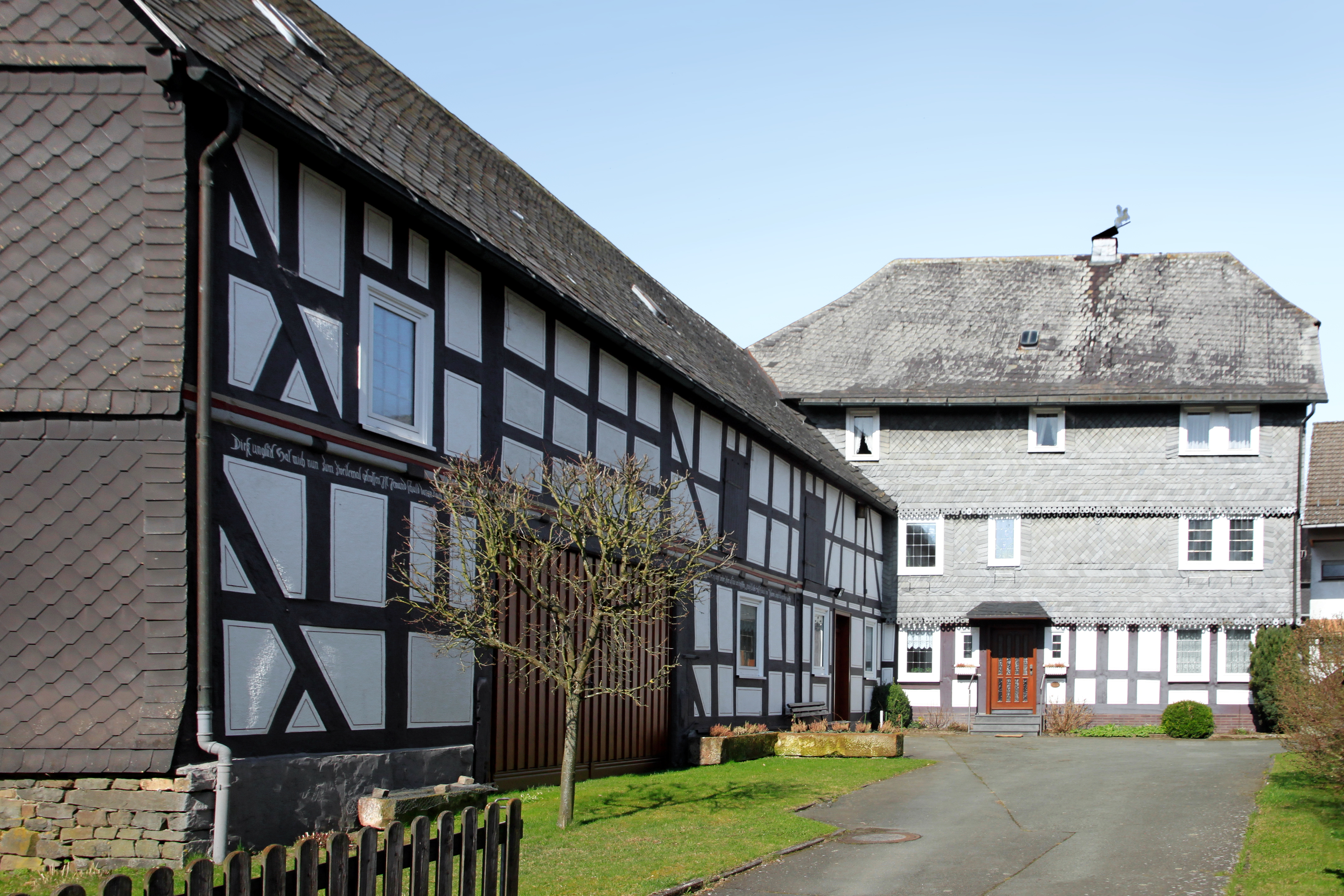
Denkmalgeschützter Hof im Ortskern

### Regelmäßige Veranstaltungen
Fester Bestandteil des Bromskircher Terminkalenders ist das Schützenfest jährlich am ersten Augustwochenende. Die Seefete des Jugendclubs findet auch jedes Jahr am letzten Wochenende im Juli statt.

## Wirtschaft und Infrastruktur

### Flächennutzung
Das ehemalige Gemeindegebiet umfasste 2015 eine Gesamtfläche von 3523 Hektar, davon entfielen in ha auf:
| Nutzungsart             | Nutzungsart             | 2011 | 2015 |
| ----------------------- | ----------------------- | ---- | ---- |
| Gebäude- und Freifläche | Gebäude- und Freifläche | 149  | 148  |
| davon                   | Wohnen                  | 56   | 55   |
|                         | Gewerbe                 | 48   | 48   |
| Betriebsfläche          | Betriebsfläche          | 8    | 8    |
| davon                   | Abbauland               | 2    | 2    |
| Erholungsfläche         | Erholungsfläche         | 8    | 8    |
| davon                   | Grünanlage              | 6    | 5    |
| Verkehrsfläche          | Verkehrsfläche          | 173  | 172  |
| Landwirtschaftsfläche   | Landwirtschaftsfläche   | 946  | 942  |
| davon                   | Moor                    | 0    | 0    |
|                         | Heide                   | 0    | 0    |
| Waldfläche              | Waldfläche              | 2217 | 2219 |
| Wasserfläche            | Wasserfläche            | 20   | 20   |
| Sonstige Nutzung        | Sonstige Nutzung        | 5    | 5    |

### Unternehmen
Bromskirchen ist ein Wirtschaftsstandort und bietet mehr als 900 Arbeitsplätze im produzierenden Gewerbe. Größten Anteil daran hat die Firma Hoppe AG, führender Hersteller von Tür- und Fensterbeschlägen. Auch die Firma Ante-Holz ist dort von großer wirtschaftlicher Bedeutung.

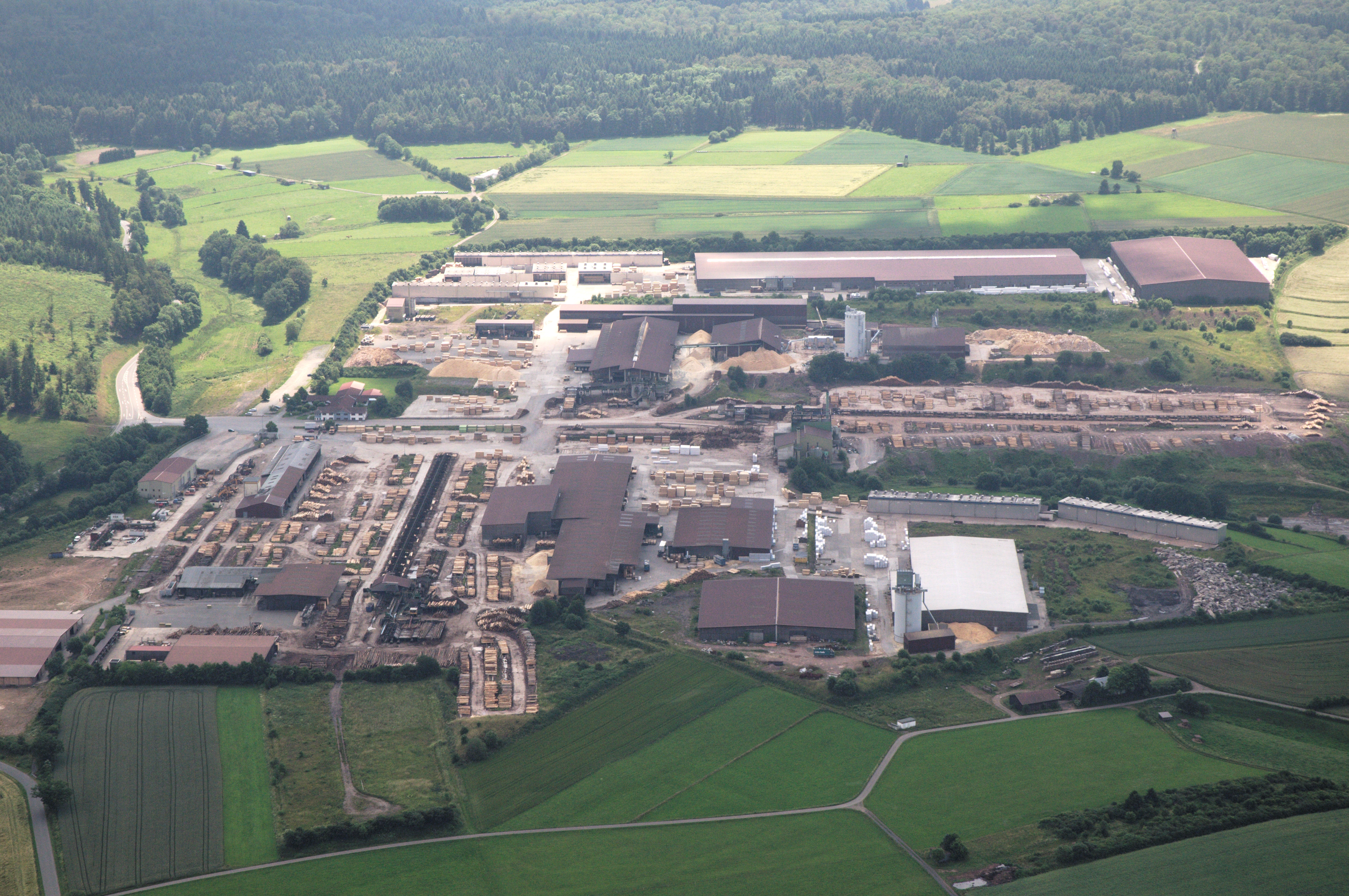
Fa. Ante-Holz
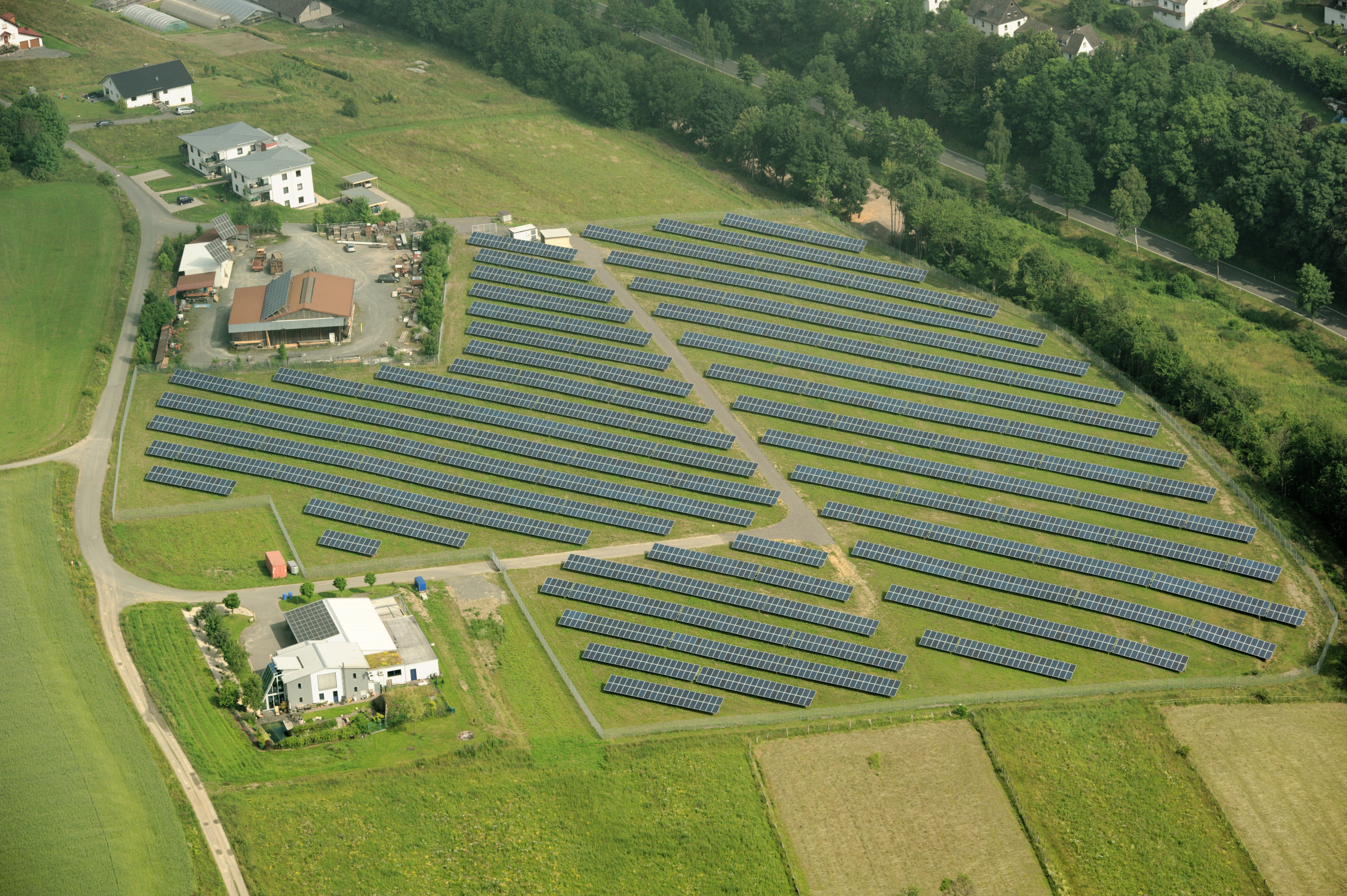
Solarpark

### Verkehr

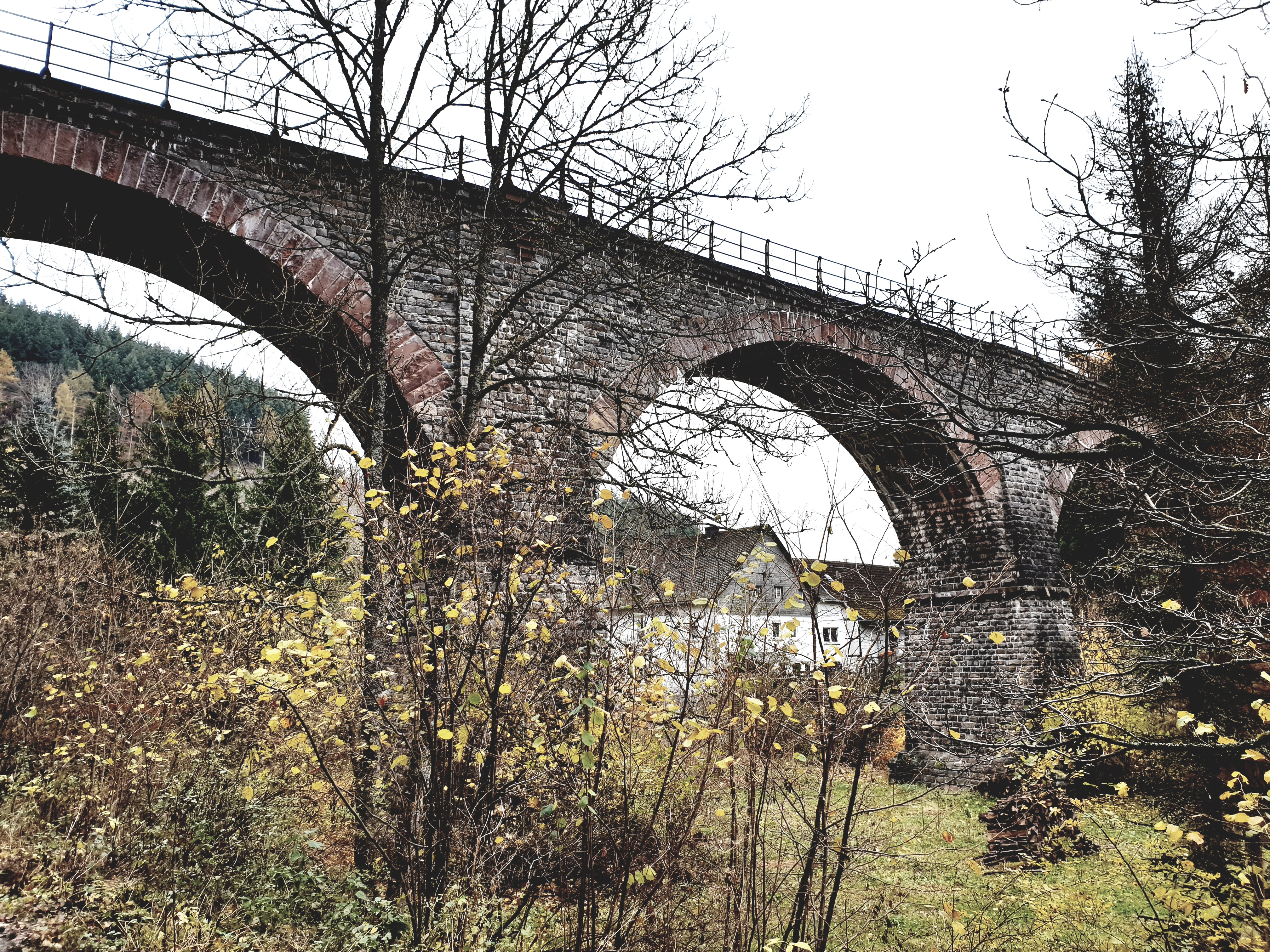
Denkmalgeschütztes Linsphertalviadukt

Der Bahnhof Bromskirchen lag an der Bahnstrecke Nuttlar–Frankenberg unmittelbar nördlich des denkmalgeschützten Linsphertalviadukts über den Linspherbach nahe der Unterlinsphermühle. Der Personenverkehr auf dem Abschnitt zwischen Winterberg (Westf) und Allendorf (Eder) wurde am 14. November 1966 eingestellt. Der Streckenteil ab Hallenberg ist seit dem 28. Mai 1967 stillgelegt und demontiert. Die Gleise wurden auch südlich von Winterberg im Mai 1992 abgebaut. Durch Bromskirchen verläuft die Bundesstraße 236.

## Persönlichkeiten

### Söhne und Töchter des Ortes
- Georg Wilhelm Friedrich Heyer (1771–1847), Buchhändler, Politiker und Abgeordneter der 2. Kammer der Landstände des Großherzogtums Hessen
- Gustav Adolf Brumhard (1805–1885), hessischer Richter und Politiker
- Johann Daniel Philipps (1846–1926), Musikinstrumentenbauer; Gründer der Frankfurter Orchestrion- & Piano-Instrumenten-Fabrik J. D. Philipps
- Wolfgang. F. Rothe (* 1967 in Marburg), Priester, Theologe, Kirchenrechtler und „Whisky-Vikar“, in Bromskirchen aufgewachsen

### Ehrenbürger
- Friedrich Hoppe (1921–2008), Gründer der Hoppe AG
- Herbert Hoppe (1932–2012), Bruder von Friedrich Hoppe
- Wolf Hoppe (* 1952), Mitinhaber der Hoppe AG und Sohn von Friedrich Hoppe